# Diritti umani in Qatar
Lo stato dei diritti umani in Qatar rappresenta una fonte di preoccupazione per diverse organizzazioni non governative. La legge della Sharia è la principale fonte legislativa secondo la costituzione del Qatar.
Secondo lo Human Rights Watch, a partire dal giugno 2012, centinaia di migliaia di lavoratori migranti, specialmente provenienti dal sud asiatico rischiano in Qatar gravi sfruttamenti e abusi, a volte equivalenti a lavoro forzato.

## Sharia
La sharia è la principale fonte legislativa secondo la costituzione del Qatar. Essa viene applicata alle leggi in materia di diritto di famiglia, eredità e numerosi atti criminali (tra cui adulterio, rapina e omicidio). In alcuni casi nei tribunali familiari della Sharia, la testimonianza di una donna vale la metà di quella di un uomo e a volte la testimonianza di una donna e di un uomo non è nemmeno accettata se non è ritenuta affidabile.
Il diritto di famiglia codificato è stato introdotto nel 2006. In pratica, il sistema legale del Qatar è un misto di civil law e diritto islamico.
Le fustigazioni vengono usate in Qatar come punizione per il consumo di bevande alcoliche o per rapporti sessuali illeciti. L'articolo 88 del codice penale del Qatar dichiara che la punizione per fornicazione consiste in 100 frustate.
Uomini e donne sposati che commettono adulterio possono essere puniti con la morte. Nel 2006, una donna filippina è stata condannata a 100 frustate per adulterio.
Nel 2010, almeno 18 persone (per lo più di nazionalità straniera) sono state condannate a una pena tra 40 e 100 frustate per reati relativi a "rapporti sessuali illeciti" o consumo di alcol.
Nel 2011, almeno 21 persone (principalmente cittadini stranieri) sono state condannate a una pena da 30 a 100 frustate per reati connessi a "rapporti sessuali illeciti" o consumo di alcol. 
Nel 2012, sei espatriati sono stati condannati a ricevere tra le 40 e 100 frustate. Solo i musulmani idonei dal punto di vista fisico dopo controllo medico erano condannati a scontare tale pena. Non è noto se queste pene siano state implementate.
Nell'aprile 2013, un espatriato musulmano è stato condannato a 40 frustate per consumo di alcol.
Nel giugno 2014, un espatriato musulmano è stato condannato a 40 frustate per aver consumato alcolici e per aver guidato ubriaco. La punizione corporale giudiziaria è comune in Qatar a causa dell'interpretazione Hanbali della Legge della Sharia.
La lapidazione è una punizione legale in Qatar, sebbene non sia mai stata usata. L'apostasia è un crimine punibile con la pena di morte in Qatar.
La blasfemia è punibile con un massimo di sette anni di carcere e il proselitismo di qualsiasi religione diversa dall'Islam può essere punito con un massimo di 10 anni di carcere. 
L'omosessualità è un crimine punibile secondo la sharia dalla pena di morte per i musulmani, anche se in Qatar la pena per i maschi consenzienti consiste in una massimo di 5 anni di carcere.
Il consumo di alcol è parzialmente legale in Qatar; alcuni hotel di lusso a cinque stelle sono autorizzati a vendere alcolici ai propri clienti non musulmani. I musulmani non sono autorizzati a consumare alcolici in Qatar e coloro che vengono scoperti nell'atto di consumo di alcol sono soggetti a frustate o deportazioni. 
Gli espatriati non musulmani possono ottenere un permesso per acquistare alcolici per il consumo personale. La Qatar Distribution Company (una consociata di Qatar Airways), che è autorizzata a importare alcol e carne di maiale, gestisce l'unico negozio di liquori nel paese. 
Essa vende anche carne di maiale ai titolari di licenze di liquori. I funzionari del Qatar hanno anche indicato la volontà di consentire l'alcol nelle "zone di fan" ai Mondiali di calcio del 2022.
Fino a poco tempo fa, i ristoranti del Pearl-Qatar (un'isola artificiale vicino a Doha) potevano servire bevande alcoliche. Nel dicembre 2011, tuttavia, è stato imposto ai ristoranti della Pearl di smettere di vendere alcolici.
Nessuna spiegazione è stata data per il divieto. Le speculazioni sul motivo includono il desiderio del governo di proiettare un'immagine più pia prima della prima elezione del paese di un organo consultivo reale e voci di una disputa finanziaria tra il governo e gli sviluppatori del resort.
Nel 2014, il Qatar ha lanciato una campagna per ricordare ai turisti il modesto codice di abbigliamento. Si consiglia alle donne di non indossare leggings, minigonne, abiti senza maniche e abiti corti o attillati in pubblico. Si sconsiglia agli uomini di indossare pantaloncini e canottiere.
A partire dal 2014, alcune disposizioni del codice penale del Qatar consentono di imporre sanzioni penali come la flagellazione e la lapidazione. Il Comitato delle Nazioni Unite contro la tortura ha riscontrato che queste pratiche costituiscono una violazione degli obblighi imposti dalla Convenzione delle Nazioni Unite contro la tortura.
Il Qatar mantiene la pena di morte, principalmente per le minacce alla sicurezza nazionale.

## Lavoro

### Schiavitù

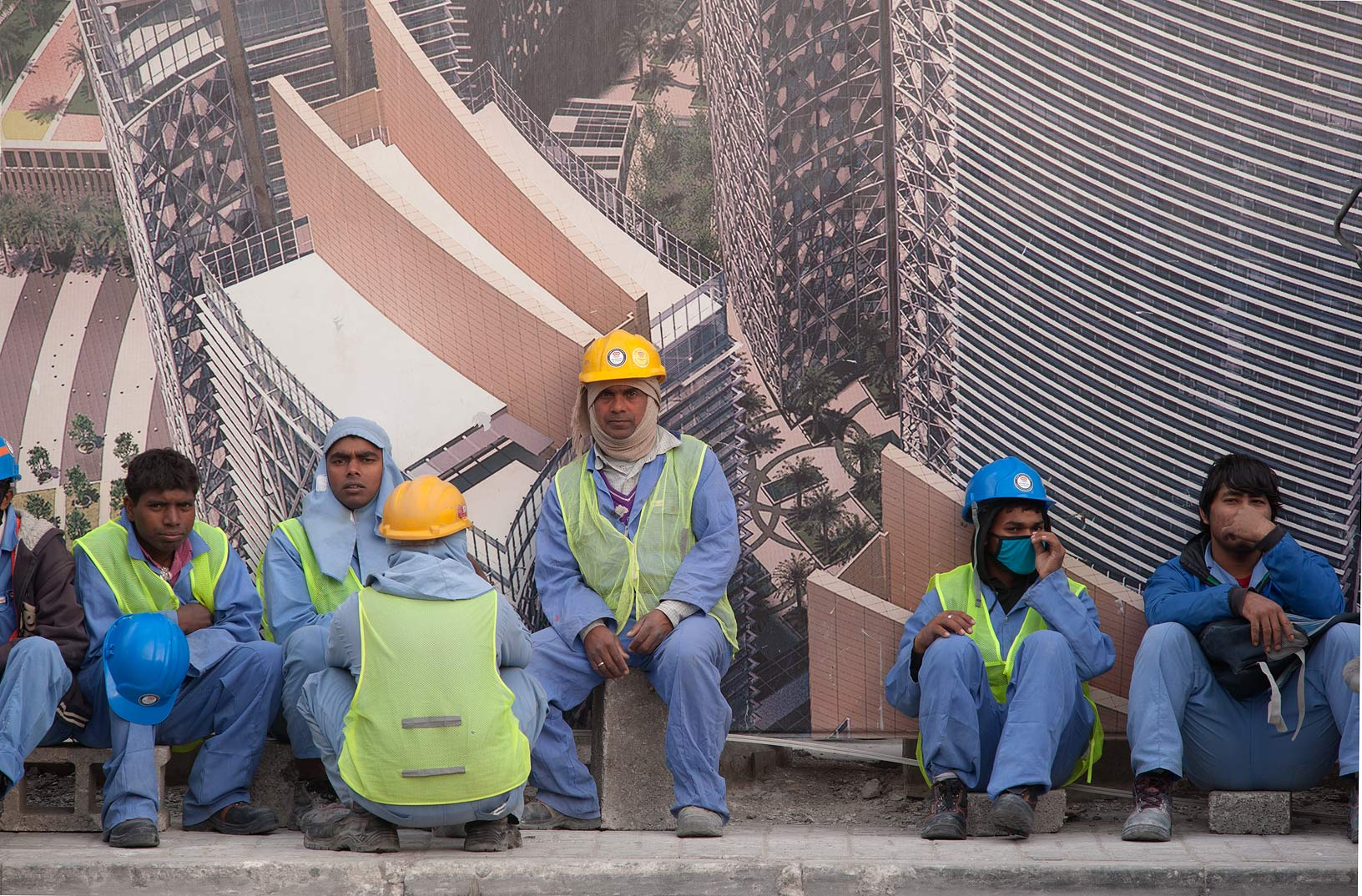
Lavoratori edili migranti provenienti dall'Asia meridionale nella zona della baia occidentale di Doha.

Secondo il Dipartimento di Stato degli Stati Uniti d'America, i lavoratori espatriati provenienti da nazioni di tutta l'Asia e parti dell'Africa sono regolarmente sottoposti a lavoro forzato e, in alcuni casi, alla prostituzione.
La maggior parte di queste persone migrano volontariamente in Qatar come lavoratori scarsamente qualificati o domestici, ma sono successivamente soggetti a condizioni indicative di servitù involontaria. 
Alcune delle violazioni più comuni dei diritti dei lavoratori includono percosse, trattenute di pagamenti, addebiti ai lavoratori per benefici che sono nominalmente sotto la responsabilità dell'emiro, gravi restrizioni alla libera circolazione (come la confisca di passaporti, documenti di viaggio o permessi di uscita), detenzione arbitraria, minacce di azioni legali e aggressioni sessuali.
Molti lavoratori migranti che arrivano per lavorare in Qatar hanno pagato tasse esorbitanti ai reclutatori nei loro paesi di origine, una pratica che rende i lavoratori altamente vulnerabili al lavoro forzato una volta arrivato in Qatar.
Come altre nazioni del Golfo Persico, il Qatar ha leggi di sponsorizzazione che sono state ampiamente criticate come "schiavitù moderna". Secondo le disposizioni della legge sulla sponsorizzazione del Qatar, gli sponsor possiedono la facoltà unilaterale di annullare i permessi di residenza dei lavoratori, negare la capacità dei lavoratori di cambiare datore di lavoro, denunciare un lavoratore come "fuggito" alle autorità di polizia e negare il permesso di lasciare il Paese.
Di conseguenza, gli sponsor possono limitare i movimenti dei lavoratori, ciò porta i lavoratori ad avere timore di denunciare abusi o rivendicare i propri diritti, contribuiendo alla loro situazione di lavoro forzato.
I domestici sono particolarmente vulnerabili alla tratta in quanto isolati all'interno delle abitazioni e non coperti dalle disposizioni del diritto del lavoro. Il Qatar è anche una destinazione per le donne che migrano per scopi legittimi e successivamente vengono coinvolte nella prostituzione, ma la misura in cui queste donne sono sottoposte a prostituzione forzata non è nota.
Alcune di queste vittime possono essere lavoratori domestici in fuga che sono caduti in preda alla prostituzione forzata da parte di individui che sfruttano il loro status illegale.
Il governo elogia il suo operato per quanto concerne i diritti umani e il trattamento dei lavoratori. La National Human Rights Commission (NHRC) è stata istituita nel 2002 per salvaguardare e consolidare i diritti umani per tutti coloro che sono soggetti alla giurisdizione statale.
Nel tentativo di combattere la tratta di esseri umani, lo sceicco Sheikha Mozah Nasser Al-Missned ha istituito la Qatar Foundation on Combating Human Trafficking (QFCHT). Per promuovere una maggiore consapevolezza in questo settore, il Ritz-Carlton Doha, ha creato la più grande torta al mondo per la scultura QFCHT.

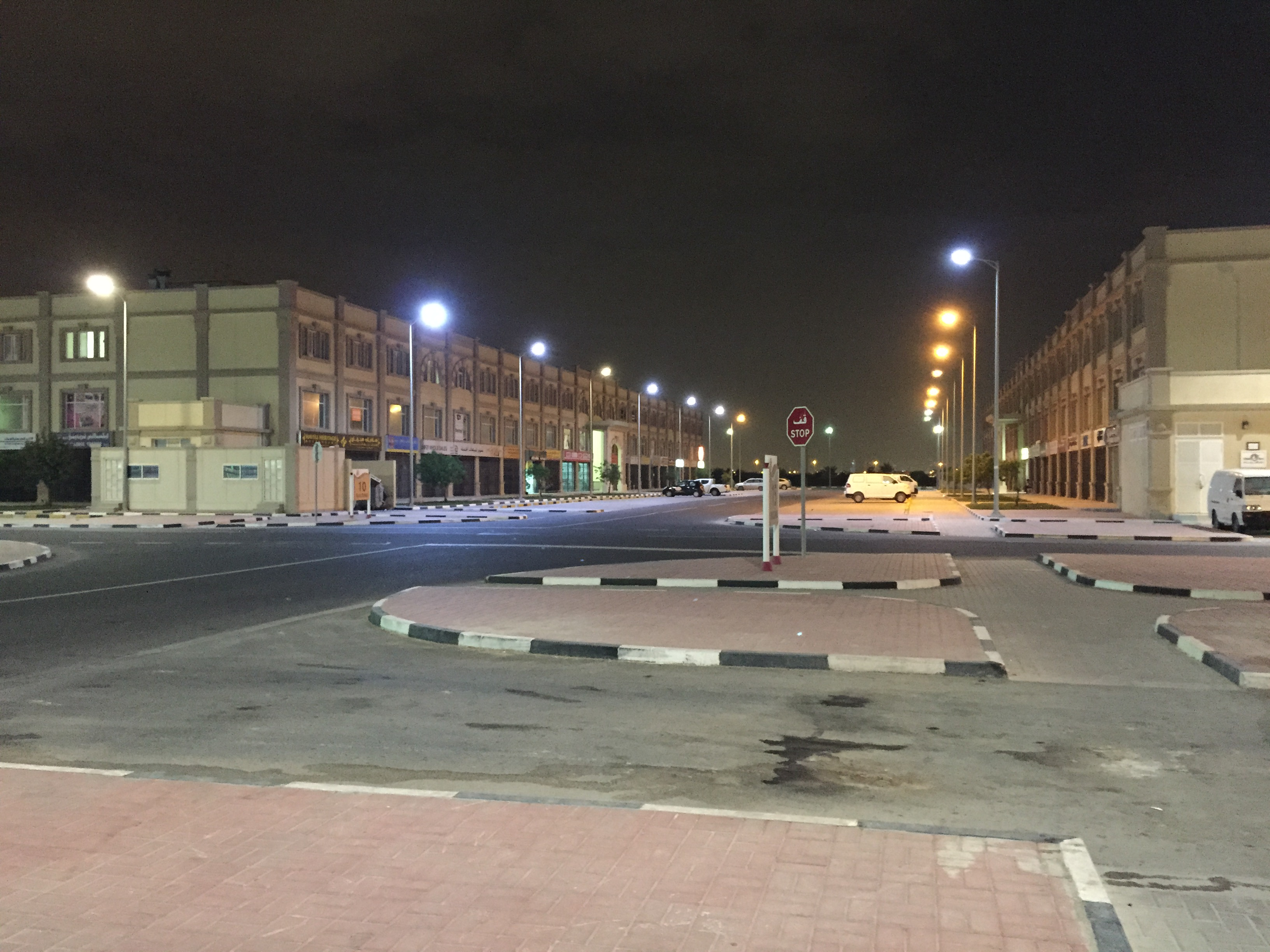
Barwa Al Baraha di notte.

L'agenzia contrattuale del Qatar Barwa sta costruendo una zona residenziale per i lavoratori conosciuta come Barwa Al Baraha (anche chiamata Città dei Lavoratori). Il progetto è stato lanciato dopo un recente scandalo nei campi di lavoro di Dubai e mira a fornire un ragionevole tenore di vita come imposto dalla nuova legislazione sui diritti umani.
Il costo complessivo del progetto è stimato a circa $ 1,1   miliardi e sarà una città integrata nella zona industriale di Doha. Insieme a 4,25 metri quadrati di spazio abitativo per persona, il progetto residenziale fornirà aree ricreative e servizi di vario genere per i lavoratori. 
La prima fase del progetto è stata completata alla fine del 2008, mentre il progetto è stato completato nel 2010.
Qatar Airways, la compagnia aerea nazionale del paese, è stata a lungo criticata per il trattamento riservato ai suoi dipendenti di grado inferiore, compresi gli assistenti di volo. Gli abusi includono licenziare i dipendenti senza motivo apparente, salari bassi, ore di lavoro eccessivo. 
È stato inoltre riferito che i dipendenti sono stati arrestati illegalmente dalla compagnia aerea senza una regola accusa. Sono state anche riportate deportazioni da parte della compagnia aerea dei suoi dipendenti nei loro paesi di origine senza motivo.
Nel 2019, un diplomatico del Qatar che lavorava come addetto medico dal 2007 presso l'ambasciata del Qatar a Londra è stato accusato di discriminazione razziale verso un pensionato impiegato presso l'ambasciata e di trattarlo come il suo "schiavo personale". 
Il diplomatico, Abdullah Al Ansari, ha ammesso che Mohamoud Ahmed, il pensionato, avrebbe svolto compiti come fare spesa e raccogliere i suoi figli da scuola durante la settimana.

### Preparativi per la Coppa del Mondo FIFA e abusi segnalati
Il boom edilizio in Qatar è iniziato molto prima della sua vittoria per i diritti di ospitare la Coppa del Mondo FIFA del 2022. Quando l'emiro Sheikh Hamad Al Thani prese il controllo del paese da suo padre nel 1995, aprì il Qatar agli investimenti stranieri e iniziò la costruzione dei più grandi terminali GNL del mondo a Ras Laffan a seguito di concessioni a ExxonMobil, Royal Dutch Shell e Total SA. 
Oltre 100.000 lavoratori furono portati nel paese per costruire Ras Laffan e si stima che 1 milione (della popolazione totale del paese di 2 milioni) di lavoratori vivono in Qatar contribuendo alla costruzione del Paese. Nel 1995, quando lo sceicco Hamad prese il controllo, il totale della popolazione migrante era di circa 370.000.
Nel 2013 Amnesty International ha pubblicato rapporti che dimostrano che i lavoratori migranti non retribuiti siano stati lasciati a patire la fame. Secondo il rapporto i lavoratori vengono "trattati come bovini".
Secondo un altro rapporto del Guardian (e basato su documenti ottenuti presso l'ambasciata nepalese in Qatar), dozzine di lavoratori migranti nepalesi sono morti in Qatar nel giro di poche settimane nel settembre del 2013 e altre migliaia subivano costantemente pesanti abusi del luogo di lavoro. Secondo la loro analisi, le attuali pratiche di costruzione avranno provocato oltre 4.000 decessi al momento dell'evento del 2022. 
Nel dicembre 2013 la FIFA ha indagato ma non ha intrapreso alcuna azione per costringere il Qatar a migliorare le condizioni dei lavoratori. Questa cifra è stata negata e pesantemente criticata dalle autorità del Qatar, in quanto sostiene che sia fuorviante poiché include tutte le cause di morte in una popolazione vicina a un milione e in un periodo di otto anni.
Lo studio legale britannico DLA Piper è stato incaricato nel 2012 da Sheikha Moza Bint Nasser, presidente della Fondazione Qatar, di intraprendere uno studio riguardante le condizioni dei lavoratori migranti. 
Seguendo le raccomandazioni successivamente formulate, la Qatar Foundation ha creato la Carta di welfare dei lavoratori migranti che applica i requisiti minimi in materia di assunzioni, condizioni di vita e di lavoro, nonché il trattamento generale dei lavoratori impegnati nella costruzione e in altri progetti. 
Gli standard obbligatori saranno incorporati negli accordi tra la Qatar Foundation e tutti i suoi appaltatori, che sono tenuti a rispettare i requisiti e le regole.
Il Comitato supremo per la consegna e per l'eredità, il comitato organizzatore della Coppa del mondo del 2022, ha seguito questa misura a metà 2014 con i propri regolamenti e ha inserito nella lista nera alcune società. Un equipaggio della BBC è stato incarcerato per due giorni senza regolare accusa, dopo aver tentato di incontrare lavoratori migranti.
Nell'agosto 2015, il Ministero del Lavoro ha annunciato che tutte le società del Qatar avrebbero dovuto pagare i propri dipendenti con trasferimenti elettronici. La regola si rivolge agli appaltatori che trattengono gli stipendi o effettuano pagamenti in ritardo.
Il Dipartimento per i diritti umani presso il Ministero del lavoro e il Comitato nazionale per i diritti umani sono responsabili del monitoraggio degli abusi in Qatar.

### Lavoratori immigrati e tratta di esseri umani
Il Qatar è una destinazione per uomini e donne dell'Asia del Sud e del Sud-Est asiatico che migrano di propria volontà, ma vengono successivamente sottoposti a regimi di schiavitù involontaria, principalmente come impiegati domestici e operai e, in misura minore, subiscono anche sfruttamento sessuale. 
Il reato più comune era costringere i lavoratori ad accettare condizioni contrattuali peggiori rispetto a quelle in base alle quali venivano assunti. Altre infrazioni comprendono il lavoro subordinato, la trattenuta salariale, le restrizioni alla circolazione, la detenzione arbitraria e gli abusi fisici, mentali e sessuali.
Secondo il rapporto "Tratta di persone" del Dipartimento di Stato degli Stati Uniti d'America, uomini e donne che sono attirati in Qatar dalle promesse di alti salari sono spesso costretti a lavorare sottopagato. 
Il rapporto afferma che le leggi del Qatar contro il lavoro forzato sono applicate in rari casi e che le leggi sul lavoro spesso comportano la detenzione di vittime nei centri di espulsione, in attesa del completamento dei procedimenti legali. Il rapporto colloca il Qatar al livello 3, come uno dei paesi che non soddisfa gli standard minimi, né dimostra una significativa volontà nel conformarsi.
Il governo sostiene che sia in atto un processo di stabilimento degli standard minimi in materia di diritti umani e trattamento dei lavoratori.
Così come negli altri paesi arabi del Golfo Persico, anche in Qatar esistono leggi di sponsorizzazione. Queste leggi sono state ampiamente descritte come affini alla schiavitù moderna. Il sistema di sponsorizzazione ( kafeel o kafala ) esiste in tutto il CCG, a parte il Bahrein, e significa che un lavoratore (non un turista) non può entrare nel paese senza avere un kafeel ; non possono partire senza il permesso del kafeel (un permesso di uscita deve essere prima assegnato dallo sponsor, o kafeel ); e lo sponsor ha il diritto di vietare al dipendente di entrare in Qatar entro 2-5 anni dalla sua prima partenza. 
Vari sponsor governativi hanno recentemente esercitato il loro diritto di impedire ai dipendenti di lasciare il Paese, trattenendoli contro la loro volontà senza motivo. Ad alcune persone dopo le dimissioni non sono stati rilasciati i permessi di uscita, negando loro il diritto fondamentale di lasciare il Paese. Molti sponsor inoltre, non consentono il trasferimento di un dipendente a un altro sponsor. 
Ciò non si applica alla sponsorizzazione speciale di un lavoratore sponsorizzato dal Qatar Financial Center, in cui è incoraggiato e regolamentato che la sponsorizzazione dovrebbe essere disinibita e l'assistenza dovrebbe essere fornita per consentire tali trasferimenti di sponsorizzazione. 
Nel maggio 2014, Ali bin Samikh al-Marri, presidente del National Human Rights Committee (NHRC) del Qatar, ha dichiarato che Doha aveva annunciato ufficialmente la fine dell'attuale sistema di sponsorizzazione e aveva approvato una nuova legge sostituendola con una nuova in cui i contratti sono firmati tra i lavoratori e i loro datori di lavoro. 
Oltre a sostituire il permesso di uscita con un nuovo sistema elettronico che sarà gestito dal Ministero degli Interni. Le conseguenze della violazione del sistema da parte dei datori di lavoro sono soggette a un'ammenda di quasi $ 15.000.
Nell'agosto del 2017 sono state approvate due leggi a tutela dei diritti dei lavoratori, che includevano clausole sull'orario di lavoro massimo e diritti alle ferie annuali. Nel novembre 2017, l'Organizzazione internazionale del lavoro ha elogiato l'impegno del Qatar a impegnarsi in una cooperazione sostanziale con l'Organizzazione per la promozione e la protezione dei diritti dei lavoratori. 
L'organizzazione internazionale ha affermato che la cooperazione mira a migliorare l'occupazione, garantire il pagamento puntuale dei salari, aumentare la protezione dal lavoro forzato e dare voce ai lavoratori nelle questioni relative al lavoro. 
Inoltre, il Qatar si impegnerà per rafforzare le normative in modo da realizzare principi e diritti fondamentali sul lavoro, in linea con le norme internazionali sul lavoro.
L'anno successivo, lo sceicco Tamim ha approvato la legge n. 13 del 2018, abolendo i visti di uscita per circa il 95% dei lavoratori migranti del paese. Il restante 5% dei lavoratori, che ammonta a circa 174.000 persone, è costretto a richiedere il permesso del datore di lavoro per poter uscire dal paese. 
Pur affermando che occorre fare di più per proteggere i diritti dei lavoratori del Qatar, allo stesso tempo Stephen Cockburn di Amnesty ha affermato che l'Amir aveva fatto un "primo passo importante verso il rispetto della promessa delle autorità di riformare fondamentalmente il sistema di sponsorizzazione dello sfruttamento".

## Donne in Qatar
Le donne del Qatar votano e possono candidarsi per cariche pubbliche. Il Qatar è stato il primo paese arabo nel Golfo Persico a consentire alle donne il diritto di voto. Le prime elezioni in assoluto in Qatar, si sono svolte deliberatamente l'8 marzo 1999, la Giornata internazionale della donna.
Il Qatar ha inviato atlete alle Olimpiadi estive del 2012 iniziate il 27 luglio dello stesso anno a Londra.
Nel marzo 2010 il primo giudice donna in Qatar è lo sceicco Maha Mansour Salman Jasim Al Thani . Si è laureata in giurisprudenza all'Università del Qatar e ha prestato giuramento nel 2010.
La partecipazione della forza lavoro per le donne in Qatar è all'incirca del 51%, il quale non è solo superiore alla media mondiale ma è anche il tasso più alto nel mondo arabo.

### Divario salariale di genere
Sia le donne del Qatar che quelle non del Qatar sono colpite da un crescente divario salariale; la loro paga è dal 25% fino al 50% minore rispetto agli uomini, nonostante il loro orario di lavoro sia comparabile. Il divario è dovuto in parte alle indennità sociali concesse agli uomini come capofamiglia (come alloggi e quote di viaggio) che le lavoratrici ricevono assai più raramente.

## Leggi sull'aborto in Qatar
Molte donne che rimangono incinte di un figlio illegittimo vengono incarcerate. Ai non cittadini che sono costretti ad avere sponsor viene solitamente negato il diritto di lasciare il Qatar e sono quindi costretti a cercare rifugio e consulenza presso la propria ambasciata. 
Nonostante lo sforzo delle ambasciate, molti di loro non riescono a sottrarsi alla prigione. Secondo il dottor Najeeb al-Nuaimi, un avvocato penalista ed ex ministro della giustizia del Qatar, molte donne sono in grado di evitare o essere rilasciate dal carcere sposandosi con il padre del bambino, solo a quel punto la donna è autorizzata a lasciare il paese con suo marito.

## Diritti individuali

### Punizione capitale
In Qatar è in vigore la pena di morte, principalmente per spionaggio, o altre minacce contro la sicurezza nazionale. Anche l'apostasia è considerata un reato capitale, ma per questa accusa non sono mai state registrate applicazioni della pena di morte.
Altri crimini come l'omosessualità, la blasfemia, l'omicidio, la rapina violenta, l'incendio doloso, la tortura, il sequestro di persona, o ancora terrorismo, stupro, traffico di stupefacenti, estorsione per minaccia di accusa di un crimine d'onore, spergiuro che causa l'esecuzione illecita e tradimento possono condurre ad una sentenza di morte. Tuttavia l'ultima esecuzione registrata nel paese è avvenuta nel marzo 2003 e il crimine in questione è stato l'omicidio.
La pena capitale in Qatar è di solito eseguita tramite fucilazione.

### Punizioni corporali
Le fustigazioni sono usate in Qatar come punizione per il consumo di alcol o a seguito di rapporti sessuali illeciti. Secondo Amnesty International nel 2012 almeno sei cittadini stranieri sono stati condannati alla puzione di 40 o 100 frustate.
Le persone condannate per sodomia possono subire la reclusione fino ad un massimo di tre anni. I musulmani condannati per zina possono essere condannati a subire frustate se non sposati e alla pena di morte se sposati. In questi casi i non musulmani possono subire la reclusione.

### Libertà di espressione

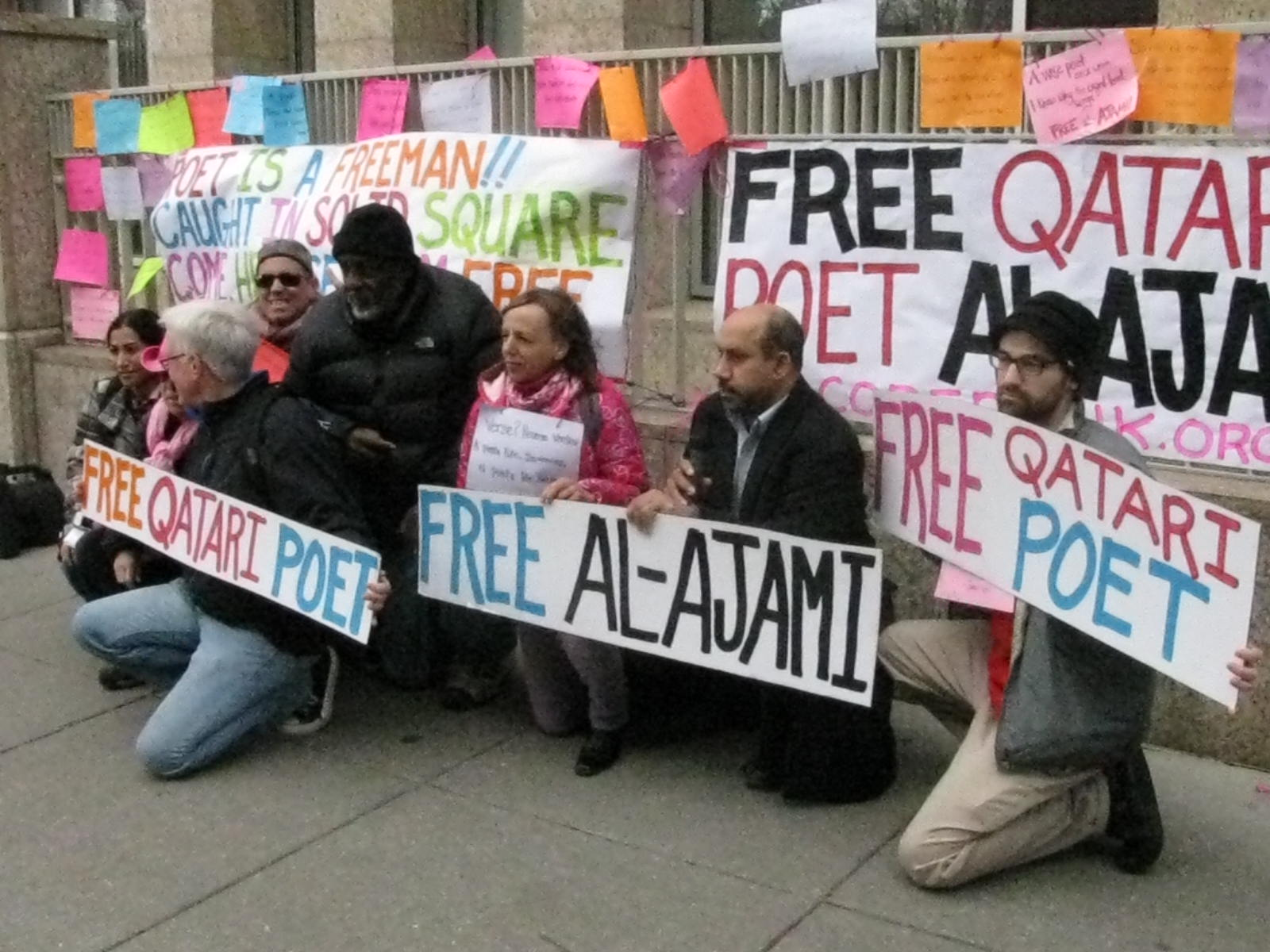
Una dimostrazione tenuta per Mohammed al-Ajami fuori dall'ambasciata del Qatar a Washington, DC

La libertà di espressione è un diritto civile che consiste nella facoltà di comunicare liberamente le proprie opinioni e idee. Una condanna all'ergastolo è stata consegnata al poeta del Qatar Mohammed al-Ajami, noto anche come Mohammed Ibn al-Dheeb, per le critiche al governo durante la Conferenza delle Nazioni Unite sui cambiamenti climatici del 2012 in Qatar. 
Agli osservatori non è stato permesso di entrare in tribunale e al-Ajami stesso non era presente alla condanna.
Tutte le informazioni disponibili indicano che Mohammed al-Ajami è un prigioniero di coscienza che è stato messo dietro le sbarre solo per le sue parole.
Al-Ajami è stato rilasciato dal carcere nel marzo 2016 a seguito del perdono reale, il quale ha commutato la sua condanna.
Una legge cibernetica che è stata approvata alla fine del settembre 2014 ha posto limitazioni alle libertà di parola e al diritto di libera espressione, garantendo al governo e alle autorità la possibilità di punire "contenuti che potrebbero danneggiare il paese" con un periodo di reclusione di massimo 3 anni e una multa di circa 500.000 QR. 
La legge afferma che ogni singolo caso potrà essere sottoposto al giudizio dell'autorità. Al momento non sono disponibili linee guida o riferimenti per indicare quale tipo di contenuto sia consentito.

### Residenza e naturalizzazione
Il Qatar è un paese noto per l'enorme discriminazione tra espatriati e cittadini; nel paese non sono mantenuti gli standard salariali per il lavoro immigrato e non consente la presenza di sindacati. 
Secondo le disposizioni della legge sulla sponsorizzazione del Qatar, gli sponsor hanno il potere unilaterale di annullare i permessi di residenza dei lavoratori, negare la capacità dei lavoratori di cambiare datore di lavoro, denunciare un lavoratore come "fuggito" alle autorità di polizia e negare ai lavoratori stessi il permesso di lasciare il Paese. Di conseguenza, gli sponsor possono limitare i movimenti dei lavoratori e i lavoratori possono avere paura di denunciare abusi o rivendicare i propri diritti.
Il governo del Qatar desidera proteggere lo status quo e non vuole comprometterne i valori culturali o il tenore di vita permettendo agli stranieri di diventare parte integrante della società. L'unica strada per diventare un cittadino naturalizzato è il matrimonio con un cittadino; anche questo, tuttavia, non garantisce la cittadinanza, in particolare per i non musulmani.
Solo in circostanze eccezionali, il sovrano del Qatar potrebbe concedere la cittadinanza a uno straniero che ha fornito un servizio eccezionale allo stato per diversi anni. Un datore di lavoro potrebbe inoltre premiare un lavoratore leale che ha fornito un importante contributo all'azienda per molti anni fornendo un permesso di lavoro e di residenza, rinnovabile ogni anno fino a quando il lavoratore non compie 60 anni. 
Dopo il pensionamento, tuttavia, il datore di lavoro dovrebbe essere una figura di notevole influenza per mantenere questo dono e soddisfare le autorità del lavoro. 
In questo caso, non si sarebbe cittadini, ma si sarebbe semplicemente autorizzati a rimanere nel paese a tempo indeterminato sulla base di autorizzazioni annuali rinnovabili. Nella maggior parte dei casi, il pensionato che ha compiuto 60 anni deve lasciare il paese e recedere dal contratto, ma può tornare dopo aver ottenuto un visto speciale.
Le autorità del Qatar richiedono ai datori di lavoro di non stipulare un contratto per più di 20 anni consecutivi; non vi è alcuna possibilità per lavoratori e dipendenti di ottenere un visto rinnovato se il contratto è di 20 anni con lo stesso datore di lavoro. Questo perché il governo del Qatar non vuole impegnarsi a pagare pensioni o alla fine del servizio pensionistico per le persone che hanno vissuto per 20 anni, e allo stesso tempo evita la possibilità che la persona possa chiedere nazionalità o cittadinanza.
I figli di stranieri nati in Qatar non hanno diritti di cittadinanza locale e assumono automaticamente la nazionalità dei genitori. D'altra parte, se il padre è cittadino del Qatar, al figlio verrà generalmente concessa la nazionalità locale e in seguito potrà diventare cittadino del Qatar e ottenere un passaporto locale. Se il padre è straniero e la madre è cittadina del Qatar, al bambino non verrà concesso alcun diritto alla cittadinanza.

### Diritti LGBT in Qatar
La sodomia tra adulti maschi consenzienti in Qatar è illegale e soggetta a una pena detentiva di massimo cinque anni. La legge tace sui rapporti sessuali tra donne consenzienti.     L'orientamento sessuale e l'identità di genere non sono coperti da alcuna legge sui diritti civili e non vi è riconoscimento di matrimoni omosessuali, sindacati civili o unioni domestiche.
La copertura dei diritti gay e transgender del New York Times pubblicata da aprile a luglio 2018 è stata censurata in Qatar. L'edizione di Doha del New York Times International Edition aveva grandi aree vuote sul giornale con una nota che gli articoli offensivi erano stati "eccezionalmente rimossi". Otto articoli su nove censurati riguardavano questioni riguardanti le comunità LGBT.
Nel 2016 la modella saudita di Instagram e altre piattaforme online King Luxy è stata arrestata in Qatar accusata di omosessualità. Ha trascorso 2 mesi in custodia prima di essere rilasciata.

### Libertà di religione

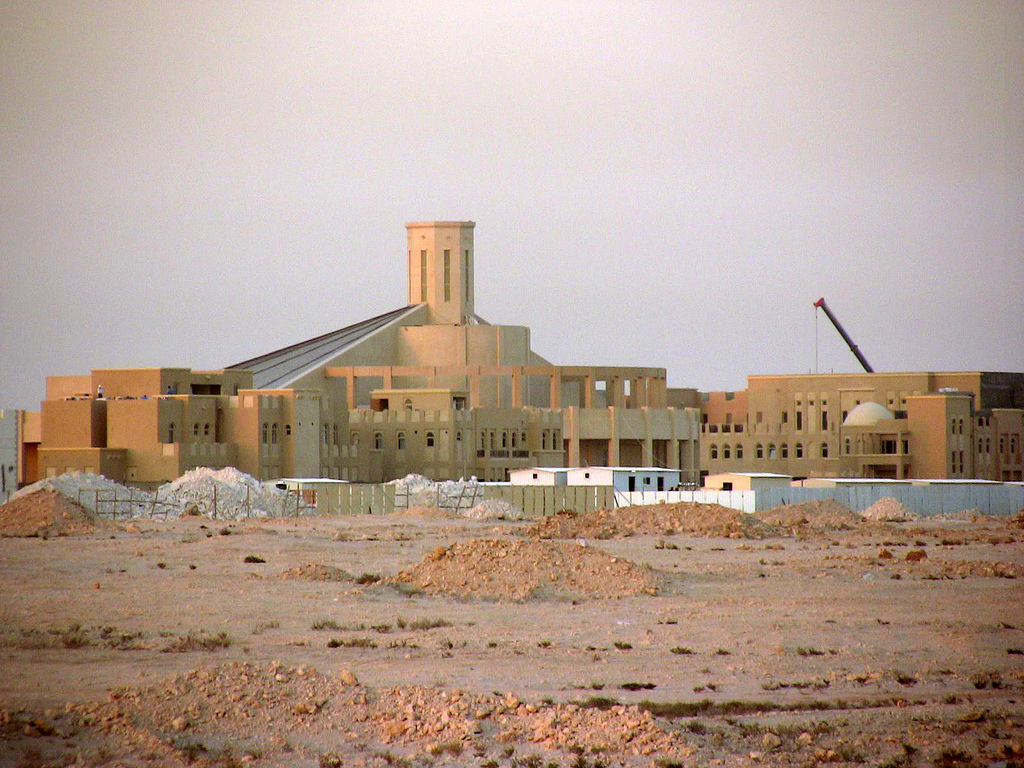
La prima chiesa cattolica del Qatar non può esporre simboli cristiani all'esterno.

Il Qatar è una nazione a maggioranza musulmana, con il 76% della sua popolazione che aderisce ai dettami dell'Islam.
La legge sunnita viene utilizzata dal governo qatariota come base sulla quale sono state costruite le sue norme penali e civili. Tuttavia, è garantita una certa misura di tolleranza religiosa. 
Ai lavoratori stranieri e i turisti è garantita la libertà di affiliarsi ad altre fedi, ad es Cristiani, indù, sikh, buddisti e bahá'í, purché siano discreti e non offendano l'ordine pubblico o la moralità.
Nel marzo 2008 la chiesa cattolica romana "Nostra Signora del Rosario" è stata consacrata a Doha. In linea con la necessità di mantenere discrezionalità, sono assolutamente vietati missionari e la chiesa non potrà avere campane, croci o altri segni apertamente cristiani all'esterno dell'edificio.
Sebbene l'abbandono dell'Islam sia considerato apostasia, che è un reato soggetto alla pena di morte, il Qatar non ha mai imposto alcuna sanzione per questo reato dalla sua indipendenza nel 1971.

## Organizzazioni governative per i diritti umani
La legge 39, pubblicata nel 2005, prevedeva la formazione di un "ufficio per i diritti umani" presso il Ministero degli Affari Esteri. Una degli scopi principali consiste nel preparare le risposte ai reclami o alle relazioni di paesi e organizzazioni stranieri sulla situazione dei diritti umani all'interno dello stato.
Fondando nel 2002, il comitato nazionale per i diritti umani ha la responsabilità di supervisionare e condurre indagini sulle violazioni dei diritti umani nel paese. I loro metodi per dare un impulso all'avanzata delle norme nazionali in materia di diritti umani comprendono il contributo a programmi di ricerca relativi ai diritti umani, lo svolgimento di diversi studi e il servizio di consulenza e raccomandazioni agli organi legislativi.

## Riforme del lavoro
Nell'ottobre 2017, Human Rights Watch ha mostrato parole di elogio per l'impegno del Qatar nello sviluppo di leggi in linea con le norme internazionali sul lavoro e della guida fornita dall'Organizzazione internazionale del lavoro (ILO) delle Nazioni Unite (UN). Lo Human Rights Watch stesso ha più volte affermato che il Qatar ha condotto una serie di importanti e fondamentali riforme del lavoro, tra le più importanti l'istituzione di un salario minimo. Lo Human Rights Watch ha invitato i paesi del Golfo a seguire l'esempio del Qatar e a migliorare la situazione dei lavoratori migranti.

## Situazione storica
La seguente tabella mostra le valutazioni del Qatar dal 1972 nei rapporti di Freedom in the World. Essi vengono pubblicati ogni anno da Freedom House . Ill punteggio di 1 corrisponde a  "libero"; il punteggio di 7 corrisponde a "non libero".
| \| Anno \| Diritti politici \| Libertà civili \| Status \| Emiro \| \| 1972 \| 6 \| 5 \| Non libero \| Sheikh Khalifa bin Hamad Al Thani \| \| 1973 \| 6 \| 5 \| Non libero \| Sheikh Khalifa bin Hamad Al Thani \| \| 1974 \| 6 \| 5 \| Non libero \| Sheikh Khalifa bin Hamad Al Thani \| \| 1975 \| 6 \| 5 \| Non libero \| Sheikh Khalifa bin Hamad Al Thani \| \| 1976 \| 5 \| 5 \| Parzialmente libero \| Sheikh Khalifa bin Hamad Al Thani \| \| 1977 \| 5 \| 5 \| Parzialmente libero \| Sheikh Khalifa bin Hamad Al Thani \| \| 1978 \| 5 \| 5 \| Parzialmente libero \| Sheikh Khalifa bin Hamad Al Thani \| \| 1979 \| 5 \| 5 \| Parzialmente libero \| Sheikh Khalifa bin Hamad Al Thani \| \| 1980 \| 5 \| 5 \| Parzialmente libero \| Sheikh Khalifa bin Hamad Al Thani \| \| 1981 \| 5 \| 5 \| Parzialmente libero \| Sheikh Khalifa bin Hamad Al Thani \| \| 1982 \| 5 \| 5 \| Parzialmente libero \| Sheikh Khalifa bin Hamad Al Thani \| \| 1983 \| 5 \| 5 \| Parzialmente libero \| Sheikh Khalifa bin Hamad Al Thani \| \| 1984 \| 5 \| 5 \| Parzialmente libero \| Sheikh Khalifa bin Hamad Al Thani \| \| 1985 \| 5 \| 5 \| Parzialmente libero \| Sheikh Khalifa bin Hamad Al Thani \| \| 1986 \| 5 \| 5 \| Parzialmente libero \| Sheikh Khalifa bin Hamad Al Thani \| \| 1987 \| 5 \| 5 \| Parzialmente libero \| Sheikh Khalifa bin Hamad Al Thani \| \| 1988 \| 5 \| 5 \| Parzialmente libero \| Sheikh Khalifa bin Hamad Al Thani \| \| 1989 \| 7 \| 5 \| Non libero \| Sheikh Khalifa bin Hamad Al Thani \| \| 1990 \| 7 \| 5 \| Non libero \| Sheikh Khalifa bin Hamad Al Thani \| \| 1991 \| 7 \| 5 \| Non libero \| Sheikh Khalifa bin Hamad Al Thani \| \| 1992 \| 7 \| 6 \| Non libero \| Sheikh Khalifa bin Hamad Al Thani \| \| 1993 \| 7 \| 6 \| Non libero \| Sheikh Khalifa bin Hamad Al Thani \| \| 1994 \| 7 \| 6 \| Non libero \| Sheikh Khalifa bin Hamad Al Thani \| \| 1995 \| 7 \| 6 \| Non libero \| Sheikh Hamad bin Khalifa Al Thani \| \| 1996 \| 7 \| 6 \| Non libero \| Sheikh Hamad bin Khalifa Al Thani \| \| 1997 \| 7 \| 6 \| Non libero \| Sheikh Hamad bin Khalifa Al Thani \| \| 1998 \| 7 \| 6 \| Non libero \| Sheikh Hamad bin Khalifa Al Thani \| \| 1999 \| 6 \| 6 \| Non libero \| Sheikh Hamad bin Khalifa Al Thani \| \| 2000 \| 6 \| 6 \| Non libero \| Sheikh Hamad bin Khalifa Al Thani \| \| 2001 \| 6 \| 6 \| Non libero \| Sheikh Hamad bin Khalifa Al Thani \| \| 2002 \| 6 \| 6 \| Non libero \| Sheikh Hamad bin Khalifa Al Thani \| \| 2003 \| 6 \| 6 \| Non libero \| Sheikh Hamad bin Khalifa Al Thani \| \| 2004 \| 6 \| 6 \| Non libero \| Sheikh Hamad bin Khalifa Al Thani \| \| 2005 \| 6 \| 5 \| Non libero \| Sheikh Hamad bin Khalifa Al Thani \| \| 2006 \| 6 \| 5 \| Non libero \| Sheikh Hamad bin Khalifa Al Thani \| \| 2007 \| 6 \| 5 \| Non libero \| Sheikh Hamad bin Khalifa Al Thani \| \| 2008 \| 6 \| 5 \| Non libero \| Sheikh Hamad bin Khalifa Al Thani \| \| 2009 \| 6 \| 5 \| Non libero \| Sheikh Hamad bin Khalifa Al Thani \| \| 2010 \| 6 \| 5 \| Non libero \| Sheikh Hamad bin Khalifa Al Thani \| \| 2011 \| 6 \| 5 \| Non libero \| Sheikh Hamad bin Khalifa Al Thani \| \| 2012[71] \| 6 \| 5 \| Non libero \| Sheikh Hamad bin Khalifa Al Thani \| \| 2013[72] \| 6 \| 5 \| Non libero \| Sheikh Hamad bin Khalifa Al Thani \| \| 2014[73] \| 6 \| 5 \| Non libero \| Sheikh Tamim bin Hamad Al Thani \| \| 2015[74] \| 6 \| 5 \| Non libero \| Sheikh Tamim bin Hamad Al Thani \| \| 2016[75] \| 6 \| 5 \| Non libero \| Sheikh Tamim bin Hamad Al Thani \| |                  |                |                     |                                   |
| Anno | Diritti politici | Libertà civili | Status              | Emiro                             |
| 1972 | 6                | 5              | Non libero          | Sheikh Khalifa bin Hamad Al Thani |
| 1973 | 6                | 5              | Non libero          | Sheikh Khalifa bin Hamad Al Thani |
| 1974 | 6                | 5              | Non libero          | Sheikh Khalifa bin Hamad Al Thani |
| 1975 | 6                | 5              | Non libero          | Sheikh Khalifa bin Hamad Al Thani |
| 1976 | 5                | 5              | Parzialmente libero | Sheikh Khalifa bin Hamad Al Thani |
| 1977 | 5                | 5              | Parzialmente libero | Sheikh Khalifa bin Hamad Al Thani |
| 1978 | 5                | 5              | Parzialmente libero | Sheikh Khalifa bin Hamad Al Thani |
| 1979 | 5                | 5              | Parzialmente libero | Sheikh Khalifa bin Hamad Al Thani |
| 1980 | 5                | 5              | Parzialmente libero | Sheikh Khalifa bin Hamad Al Thani |
| 1981 | 5                | 5              | Parzialmente libero | Sheikh Khalifa bin Hamad Al Thani |
| 1982 | 5                | 5              | Parzialmente libero | Sheikh Khalifa bin Hamad Al Thani |
| 1983 | 5                | 5              | Parzialmente libero | Sheikh Khalifa bin Hamad Al Thani |
| 1984 | 5                | 5              | Parzialmente libero | Sheikh Khalifa bin Hamad Al Thani |
| 1985 | 5                | 5              | Parzialmente libero | Sheikh Khalifa bin Hamad Al Thani |
| 1986 | 5                | 5              | Parzialmente libero | Sheikh Khalifa bin Hamad Al Thani |
| 1987 | 5                | 5              | Parzialmente libero | Sheikh Khalifa bin Hamad Al Thani |
| 1988 | 5                | 5              | Parzialmente libero | Sheikh Khalifa bin Hamad Al Thani |
| 1989 | 7                | 5              | Non libero          | Sheikh Khalifa bin Hamad Al Thani |
| 1990 | 7                | 5              | Non libero          | Sheikh Khalifa bin Hamad Al Thani |
| 1991 | 7                | 5              | Non libero          | Sheikh Khalifa bin Hamad Al Thani |
| 1992 | 7                | 6              | Non libero          | Sheikh Khalifa bin Hamad Al Thani |
| 1993 | 7                | 6              | Non libero          | Sheikh Khalifa bin Hamad Al Thani |
| 1994 | 7                | 6              | Non libero          | Sheikh Khalifa bin Hamad Al Thani |
| 1995 | 7                | 6              | Non libero          | Sheikh Hamad bin Khalifa Al Thani |
| 1996 | 7                | 6              | Non libero          | Sheikh Hamad bin Khalifa Al Thani |
| 1997 | 7                | 6              | Non libero          | Sheikh Hamad bin Khalifa Al Thani |
| 1998 | 7                | 6              | Non libero          | Sheikh Hamad bin Khalifa Al Thani |
| 1999 | 6                | 6              | Non libero          | Sheikh Hamad bin Khalifa Al Thani |
| 2000 | 6                | 6              | Non libero          | Sheikh Hamad bin Khalifa Al Thani |
| 2001 | 6                | 6              | Non libero          | Sheikh Hamad bin Khalifa Al Thani |
| 2002 | 6                | 6              | Non libero          | Sheikh Hamad bin Khalifa Al Thani |
| 2003 | 6                | 6              | Non libero          | Sheikh Hamad bin Khalifa Al Thani |
| 2004 | 6                | 6              | Non libero          | Sheikh Hamad bin Khalifa Al Thani |
| 2005 | 6                | 5              | Non libero          | Sheikh Hamad bin Khalifa Al Thani |
| 2006 | 6                | 5              | Non libero          | Sheikh Hamad bin Khalifa Al Thani |
| 2007 | 6                | 5              | Non libero          | Sheikh Hamad bin Khalifa Al Thani |
| 2008 | 6                | 5              | Non libero          | Sheikh Hamad bin Khalifa Al Thani |
| 2009 | 6                | 5              | Non libero          | Sheikh Hamad bin Khalifa Al Thani |
| 2010 | 6                | 5              | Non libero          | Sheikh Hamad bin Khalifa Al Thani |
| 2011 | 6                | 5              | Non libero          | Sheikh Hamad bin Khalifa Al Thani |
| 2012 | 6                | 5              | Non libero          | Sheikh Hamad bin Khalifa Al Thani |
| 2013 | 6                | 5              | Non libero          | Sheikh Hamad bin Khalifa Al Thani |
| 2014 | 6                | 5              | Non libero          | Sheikh Tamim bin Hamad Al Thani   |
| 2015 | 6                | 5              | Non libero          | Sheikh Tamim bin Hamad Al Thani   |
| 2016 | 6                | 5              | Non libero          | Sheikh Tamim bin Hamad Al Thani   |